# Ofentse Nato
Ofentse Nato (Ramotswa, 1º ottobre 1989) è un calciatore botswano, centrocampista dell'Extension Gunners.

## Carriera

### Club
Dopo aver giocato per 4 stagioni con la maglia del Gaborone United, passa ai sudafricani del Bidvest Wits, con la cui maglia esordisce l'11 agosto 2012. Segna il suo primo gol con la nuova maglia il 6 novembre 2012 nella partita vinta per 2-0 contro il Moroka Swallows. Chiude la stagione con 16 presenze ed un gol nella massima serie sudafricana, e nell'estate del 2013 passa allo Mpumalanga Black Aces, sempre in Sudafrica. Dal 2014 gioca in India.
Il 16 febbraio 2016 firma un contratto di quattro mesi con la società del Botswana dei Township Rollers, con cui poi rimane anche negli anni successivi, giocandovi tra l'altro anche 3 partite in CAF Champions League nel 2018.

### Nazionale
Fa parte dal 2009 della nazionale del suo Paese, con cui ha anche partecipato alla Coppa d'Africa del 2012.

## Palmarès

### Club

#### Competizioni nazionali
- Botswana Premier League: 1

Gaborone United: 2009
- Coppa del Botswana: 1

Gaborone United: 2012
- Indian Super League: 2

Atlético de Kolkata: 2014, 2016